# (32417) 2000 RK32
2000 RK32 (asteroide 32417) é um asteroide da cintura principal. Possui uma excentricidade de 0.04102350 e uma inclinação de 8.55497º.
Este asteroide foi descoberto no dia 1 de setembro de 2000 por LINEAR em Socorro.